# サンデー流暮らしの知恵袋
『サンデー流暮らしの知恵袋』（サンデーりゅうくらしのちえぶくろ）は、2010年4月1日から青森放送（RABテレビ）で、『ラジオ版サンデー流暮らしの知恵袋』（ラジオばんサンデーくらしのちえぶくろ）は、青森放送（RABラジオ）の『良平のラジオにおいでよ!!』→『らじ丸にっち!』内で放送されている情報番組。

## 概要
テレビ版では伊東幸子がリポーターとなり、東北地方を地盤とするホームセンター・サンデー各店で販売されている商品を紹介。伊東は、サンデーの店員から直接指導を受けながらそれらを実際に使用したり、それらを用いての工作に挑戦したりしている。
対するラジオ版は、木曜日に放送されたテレビ版の内容の復習という形になっている。
テレビ版の収録は、サンデーの同じ店舗で4週にわたって行われている。
伊東はラジオ版においては「伊東サン子」名義で商品を紹介しており、番組内でもサンデーの店員が使用しているものと同じエプロンとネームプレート（伊東サン子名義）を着用している。その模様はUstreamで配信されている。青山もサンデーの店員が使用しているものと同じエプロンとネームプレートを貰っている。
2012年12月29日（土曜） 14時00分 - 14時30分にRABテレビで放送された年末拡大スペシャル『サンデー流暮らしの福袋』では、伊東だけでなくラジオ版の出演者である青山も出演。また、株式会社エンジニア社長の高崎克弘もネジザウルスGTの紹介のために出演した。この回では、伊東が過去の放送内容を覚えているのかをテストしたり、時間の都合で放送できなかった未公開映像の一部を放送したりした。
2023年3月26日をもって『ラジオにおいでよ!!』が放送終了したが、翌週からは後番組『らじ丸にっち!』に内包される形で引き続き放送。但し相違点として、『ラジオにおいでよ!!』時代は伊東が同番組のアシスタントも務めていたことから生放送だったが、『らじ丸にっち!』移行後は録音形式での放送に変更されている。

## 放送時間
テレビ版の放送時間については、特別番組などの編成の影響で変動することがある。

### サンデー流暮らしの知恵袋
- 木曜 21時54分 - 22時00分（2010年4月1日 - 2013年9月26日）
- 金曜 22時54分 - 23時00分（2013年10月4日）
- 木曜 21時54分 - 21時57分（2013年10月10日 - ） - 21時57分からは天気予報を放送。

### ラジオ版サンデー流暮らしの知恵袋
- 日曜 14時30分 - 14時35分（『良平のラジオにおいでよ!!』→『らじ丸にっち!』に内包）

## パーソナリティ
- 伊東幸子（RABアナウンサー）
- 青山良平（RABパーソナリティ・ディレクター） - 『ラジオにおいでよ!!』内包時代のラジオ版のみに出演。